# Ouasim Bouy
Ouasim Bouy (født 11. juni 1993 i Amsterdam, Holland) er en hollandsk fodboldspiller med marokkanske rødder, der spiller som midtbanespiller for Serie A-klubben Juventus.

## Ungdoms karriere
Bouy startede med at spille for A.V.V. Zeeburgia's akademi i 1999 og forlod det i 2008 til fordel for Ajax. Han var blevet scoutet af talentspejdere fra Ajax, og skiftede i juli 2008 til klubben.
Bouy spillede tre år på Ajax' akademi indtil han som ungdomsspiller blev købt af Juventus til deres senior mandskab.

## Klubkarriere

### Juventus F.C.
Den 31. januar 2012 købte Juventus den unge midtbanespiller fra hollandske Ajax.

### Udlån til Brescia
Den 31. august 2012 skrev Bouy under på en sæsonlang lejekontrakt med Brescia. Han fik sin debut for Serie B-klubben en dag senere, 32. august 2012, imod S.S. Juve Stabia. Bouy imponerede både til træning og kampe, og det resulterede i, at han blev en af de spillere der var med i startopstilling i de fleste kampe, og han scorede i alt 1 mål og gav 5 assister i 17 kampe. 
Bouy's gode form gik i stå, da han den 6. februar 2013 fik en knæskade, også kaldt en ACL skade.

### Udlån til Hamburger SV
Den 18. januar 2014 blev det bekræftet, af Bouy blev udlånt til Hamburger SV.

## Landshold
Bouy spiller på Hollands ungdomslandshold i øjeblikket. Han spillede 10 kampe for U18 landsholdet i 2009-2010, og har siden 2011 spillet på U19 landsholdet.

## Personlige liv
Bouy har udtalt sig om han er en stor fan af legenden Zinedine Zidane, og sagde i september 2012 følgende: "Mit idol er Zidane, han var klart den bedste. Jeg føler jeg er bedst når jeg ligger bag angriberen, eller foran forsvaret. Det ville være en drøm for mig hvis Juve fansne elskede mig, som de elskede Edgar Davids."